# Movimiento estudiantil alemán

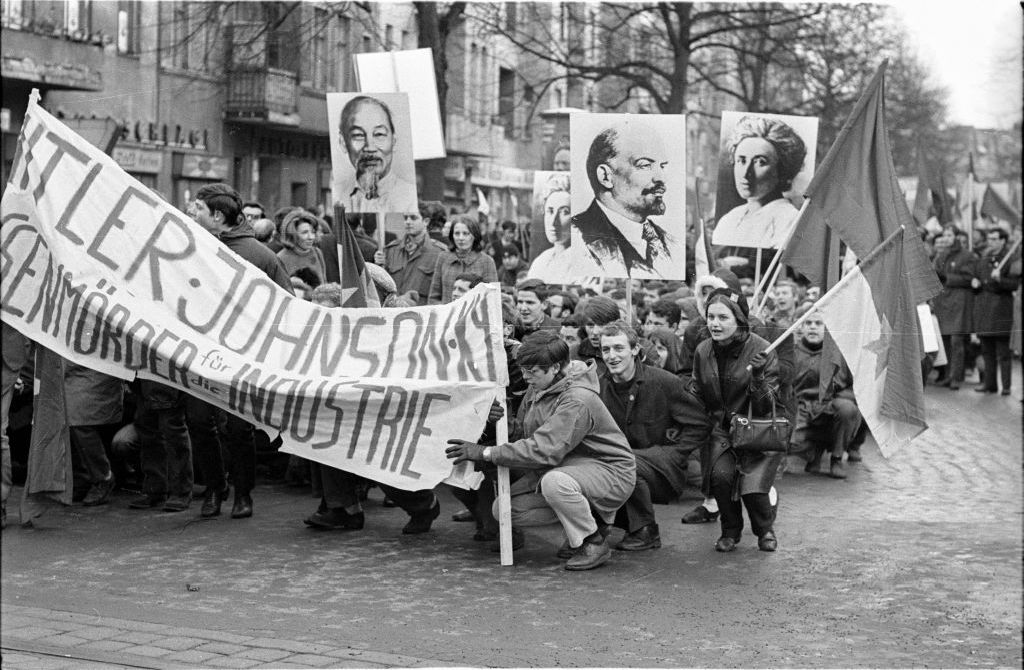
Protesta de estudiantes Alemania

El Movimiento estudiantil de Alemania Occidental o, a veces, llamado movimiento de 1968 en Alemania Occidental, fue un movimiento social que consistió en protestas estudiantiles masivas en Alemania Occidental en 1968, los participantes en el movimiento más tarde se conocerían como "La generación del 68". El movimiento se caracterizó por el rechazo de los estudiantes que protestaban al tradicionalismo y a la autoridad política alemana, que incluía a muchos exfuncionarios nazis. Los disturbios estudiantiles habían comenzado en 1967, cuando el estudiante Benno Ohnesorg recibió un disparo de un policía durante una protesta contra la visita de Mohammad Reza Pahlavi, el Sah de Irán. Se considera que el movimiento comenzó formalmente después del intento de asesinato del líder activista estudiantil Rudi Dutschke, que provocó varias protestas en toda Alemania Occidental. El movimiento crearía cambios duraderos en la cultura alemana.  

## Trasfondo

### Atmósfera política
Véase también: Gran coalición (Alemania) y Escandalo Spiegel
El escándalo Spiegel de 1962, en el que los periodistas fueron arrestados y detenidos por informar sobre la fuerza de las fuerzas armadas de Alemania Occidental, preocupó a algunos en Alemania Occidental por el regreso de un gobierno autoritario. Como consecuencia del asunto, la repentinamente impopular Unión Demócrata Cristiana formó una coalición política con el Partido Socialdemócrata (SPD), conocida como la gran coalición. Los críticos se sintieron decepcionados con el nombramiento por el parlamento de Kurt Georg Kiesinger como canciller de Alemania Occidental a pesar de su participación en el Partido Nazi durante el régimen nazi.

### Nuevos Movimientos Políticos
Véase también: Sozialistischer Deutscher Studentenbund
Los movimientos sociales crecieron a medida que los jóvenes se desilusionaron con el establecimiento político, preocupados de que recordara el pasado nazi de Alemania. Berlín Occidental se convirtió en un centro para estos movimientos, ya que muchas personas de tendencia izquierdista se instalarían en Berlín Occidental para evitar el reclutamiento militar que estaba en vigor en el resto de Alemania Occidental. 
Estos movimientos sociales también se estaban volviendo populares entre la juventud de Alemania Occidental. Los movimientos incluyeron la oposición a la participación de Estados Unidos en la guerra de Vietnam, la oposición a la cultura de consumo, la liberación para el tercer mundo y las críticas a los valores morales de la clase media. Algunos estaban adoptando estilos de vida comunales y liberación sexual. Todos estos diversos movimientos sociales y las organizaciones no parlamentarias que esperaban encabezarlos, agrupados como la Oposición Außerparlamentarische. El ala más izquierdista del SDP en el Sozialistischer Deutscher Studentenbund (Unión Socialista de Estudiantes Alemanes - SDS) se separó de la línea del partido y se unió a la Oposición Außerparlamentarische.

## Preludio

### Protestas de 1966
El parlamento de Alemania Occidental había propuesto ampliar los poderes del gobierno en las Leyes de Emergencia, así como reformar las universidades. El 22 de junio de 1966, 3.000 estudiantes de la Universidad Libre de Berlín realizaron una sentada para exigir su participación en el proceso de reforma de las universidades, incluida la gestión democrática de las universidades.

### Protestas de 1967
Véase también: Muerte de Benno Ohnesorg
En junio de 1967, durante una visita de Estado del Shah de Irán Mohammad Reza Pahlavi, la SDS organizó una protesta por su visita, criticando su brutal dictador que no debería haber sido bienvenido en Alemania Occidental. La protesta fue reprimida por la policía y agentes iraníes que golpearon a los manifestantes y resultaron en el tiroteo fatal del estudiante Benno Ohnesorg. Las protestas contra la brutalidad policial estallaron en todo el país y llevaron al alcalde de Berlín y al jefe de policía a dimitir. En el otoño de 1967 los estudiantes establecieron "Universidades críticas"; los estudiantes ocuparon las aulas y criticaron la estructura universitaria, además de educar a otros estudiantes en el pensamiento de la Nueva Izquierda.

## Eventos

### Intento de asesinato de Rudi Dutschke
Véase también: Rudi Dutschke.
Rudi Dutschke fue un activista estudiantil en las crecientes protestas estudiantiles. El 11 de abril de 1968 le disparó el ultraderechista Joseph Bachmann. Dutschke resultó herido pero sobrevivió al tiroteo. El intento de asesinato de Dutschke se consideraría más tarde como el comienzo formal del movimiento estudiantil de Alemania Occidental. Dutschke había sido previamente etiquetado como un "enemigo del pueblo" en el periódico sensacionalista Bild-Zeitung, propiedad de Axel Springer. Los activistas estudiantiles creían que el tiroteo se inspiró en los críticos del movimiento estudiantil, como los tabloides de Springer. Posteriormente, se produjeron manifestaciones y enfrentamientos frente a las oficinas de Springer como reacción al tiroteo. Tras el tiroteo, los líderes estudiantiles se mostraron más dispuestos a adoptar tácticas violentas en sus movimientos.

### Protestas por actos de emergencia
En mayo, el gobierno de Alemania Occidental consideró utilizar las Leyes de Emergencia en respuesta, permitiendo al Gabinete suspender el gobierno parlamentario y promulgar leyes en tiempos de crisis. El 11 de mayo, los manifestantes se reunieron en Bonn, la capital de Alemania Occidental, para exigir que no se apliquen las leyes. El gobierno acordó con los sindicatos que protestaban utilizar solo concesiones limitadas, aprobando las leyes el 30 de mayo. Este acuerdo asestó un golpe al creciente movimiento estudiantil y marcó su desaparición.

## Consecuencias

### Conciencia política
Véase también: Vergangenheitsbewältigung
A pesar del fracaso del movimiento estudiantil, se produjo un cambio de conciencia política en todo el país. Las críticas a los vínculos de los funcionarios de Alemania Occidental con el antiguo Partido Nazi llevaron el concepto de Vergangenheitsbewältigung (reconciliarse con el pasado) al frente de la discusión política. Otras causas de izquierda también ganaron popularidad y ayudaron a solidificar una cultura de protesta en Alemania.

### Generación de 1968
Aquellos que participaron en las protestas de 1968 en Alemania Occidental llegarían a ser conocidos como la "generación de 1968". Algunos desarrollarían caminos políticos únicos, y algunos encontrarían roles en el gobierno, mientras que otros abrazaron actividades terroristas de la Außerparlamentarische Opposition.